# Wohnhaus Deichstraße 13
Das Wohnhaus Deichstraße 13 Ecke Lindenallee in Hoya wurde als Bürgerhaus in der Mitte des 17. Jahrhunderts gebaut.
Das prägende Gebäude wird aktuell (2022) als Wohnhaus genutzt.
Das Gebäude steht unter Denkmalschutz (siehe auch Liste der Baudenkmale in Hoya).

## Beschreibung und Geschichte
Das zweigeschossige giebelständige Gebäude in Fachwerk mit Putzausfachungen, Satteldach, mittigem Portal mit halbrundem Oberlicht, Inschrift sowie vierfach vorkragendem Giebel auf zum Teil gerundeten Knaggen wurde 1658 für den damaligem Bürgermeister Heinrich vom Hingste gebaut. (Das Nachbarhaus Deichstraße 11 entstand 1616.) Von 1687 bis 1841/43 war hier die um 1631 gegründete Hoyaer Rats-Apotheke. Danach wurde es als Wohn- und Geschäftshaus genutzt und heute als reines Wohnhaus.
Die Inschriften in den Giebelbalken lauten: „Barmherzigkeit und aller Treue die du an deinem Knechte getan hast. 1BMk 32 V 10“. Auf der rechten Seite steht: „Dies hauß gesegne Gott auß lauter Gnaden, Behüte es vor brand und allen schaden“.
Die Rats-Apotheke war von 1841 in der Langen Straße 12 und von 1989 bis 2022 in der Bücker Straße 1.